# Tabanus eggeri
Tabanus eggeri är en tvåvingeart som beskrevs av Ignaz Rudolph Schiner 1868. Tabanus eggeri ingår i släktet Tabanus och familjen bromsar. Inga underarter finns listade i Catalogue of Life.

## Bildgalleri

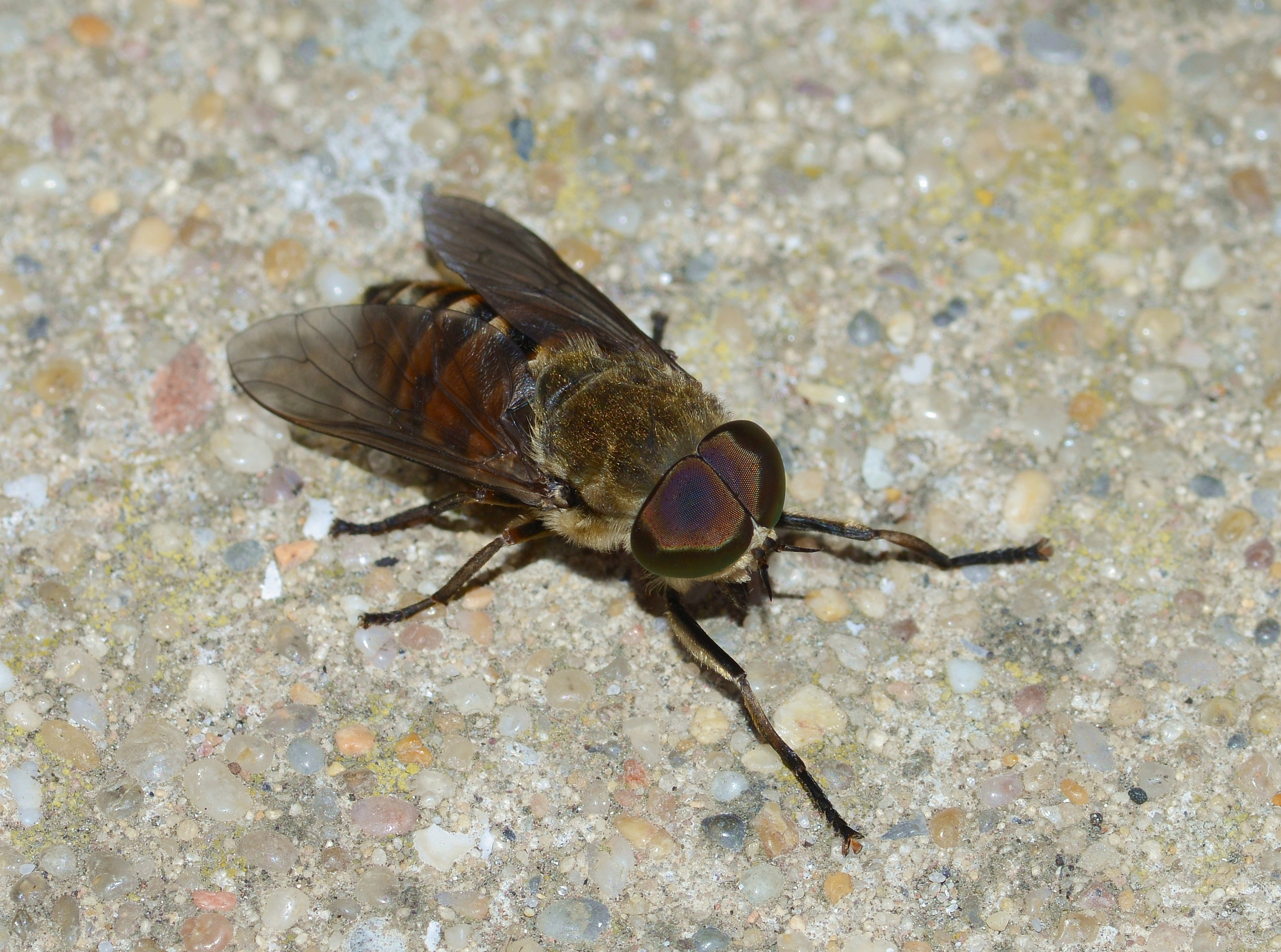
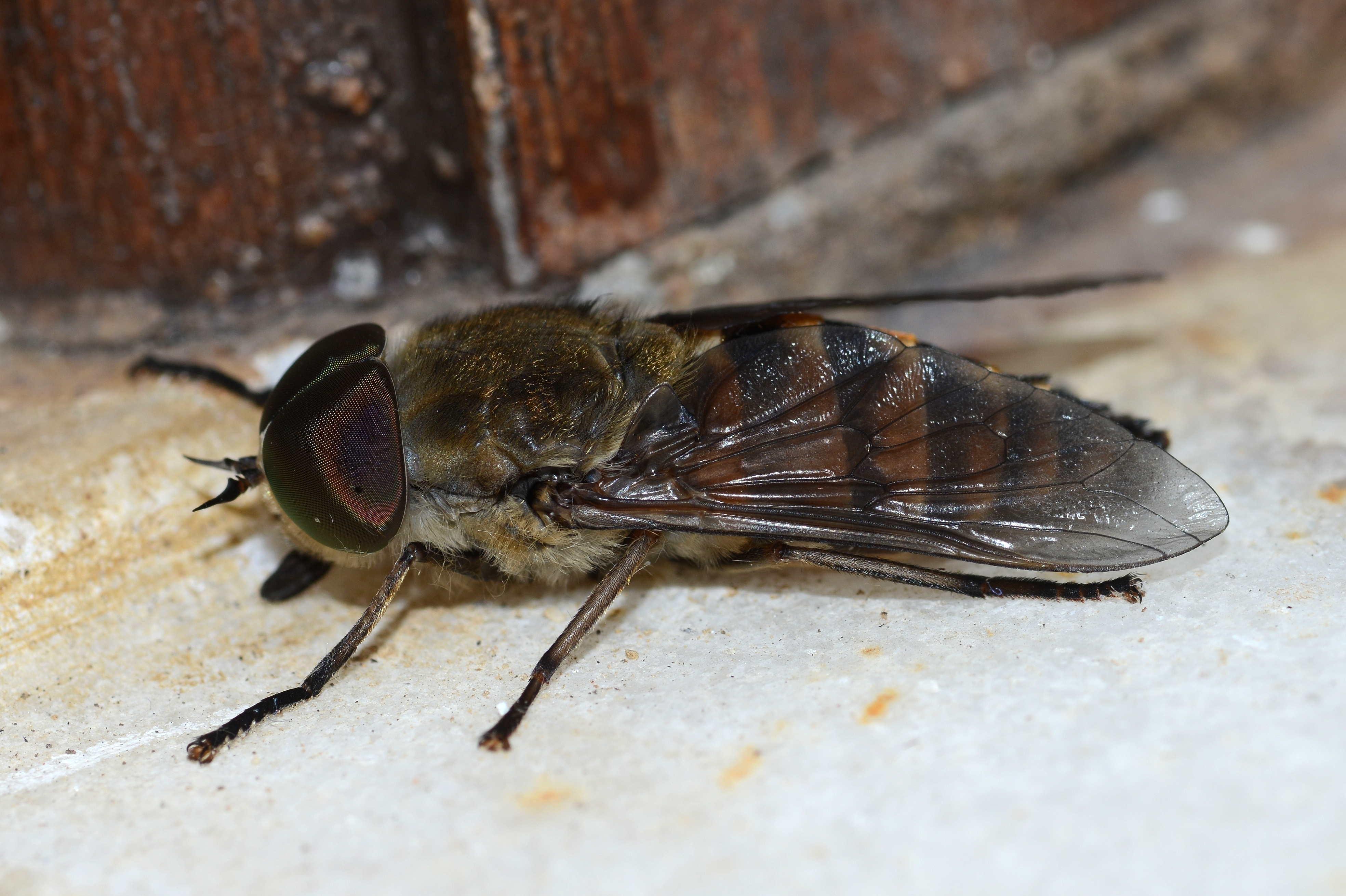
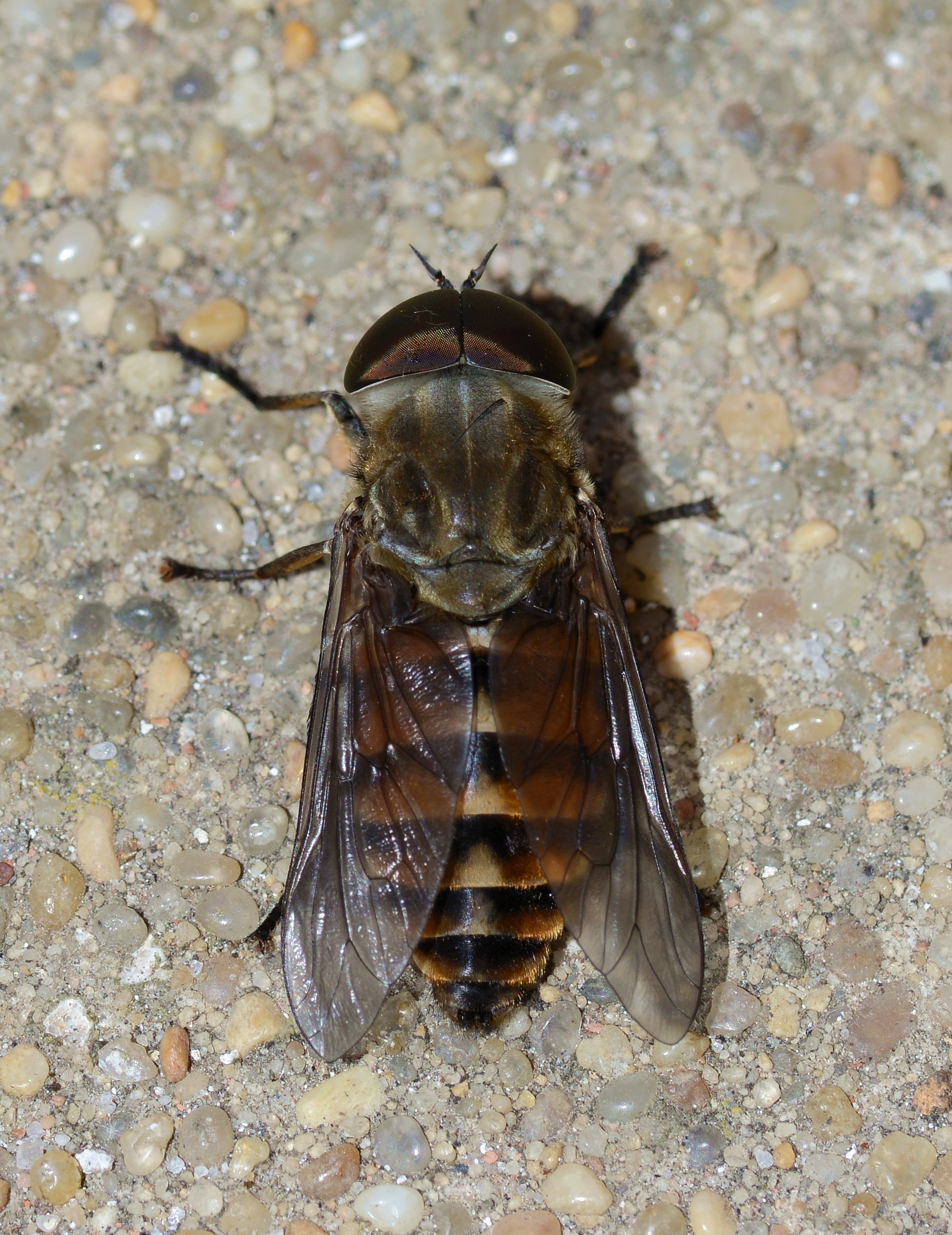
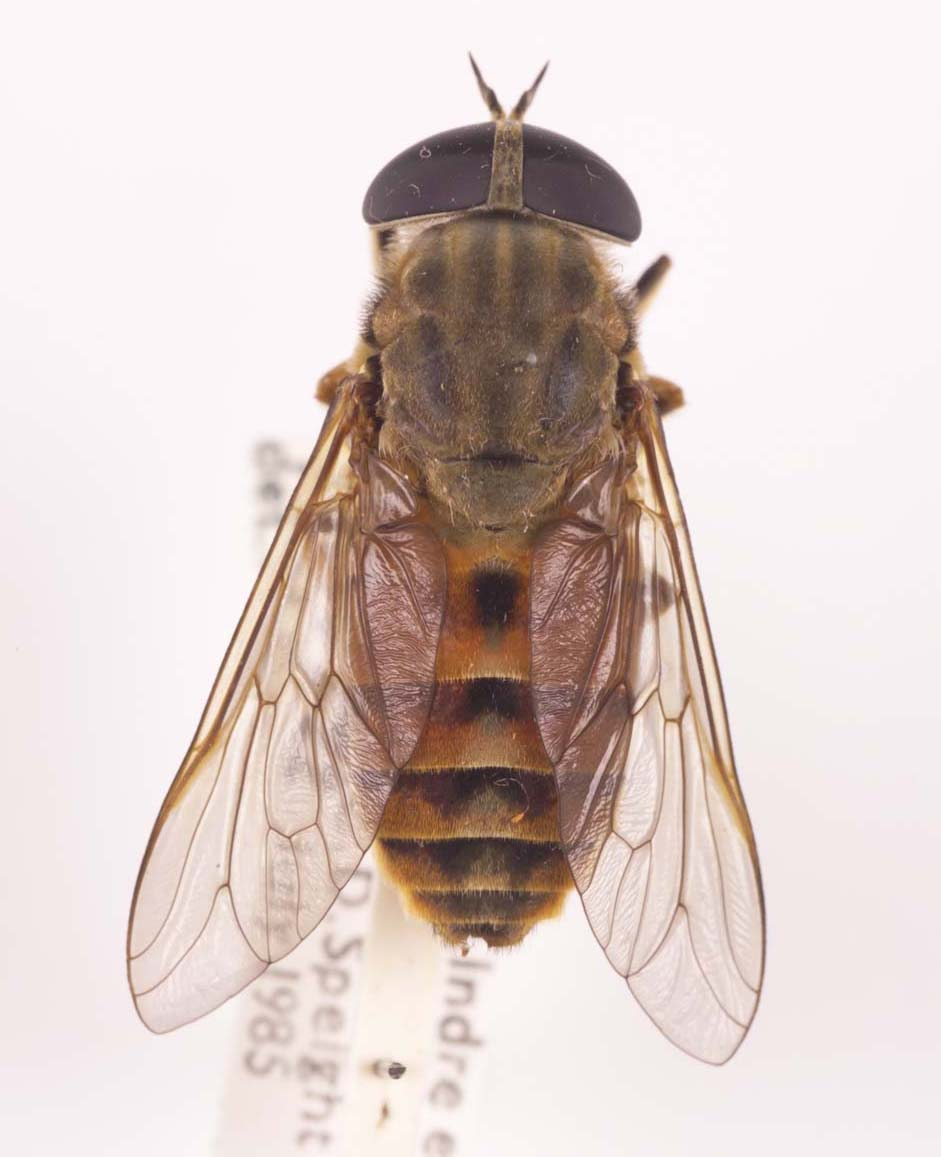